# 大湖 (格林茨)
53°16′56″N 14°7′58″E / 53.28222°N 14.13278°E
大湖（德語：Großer See），是德國的湖泊，位於該國東北部，由梅克倫堡-前波美拉尼亞州負責管轄，處於前波美拉尼亞-格賴夫斯瓦爾德縣，面積0.16平方公里，海拔高度43米。